# Minna Nieminen
Minna Eliisa Nieminen, född 31 augusti 1976 i Villmanstrand, är en finländsk roddare.
Hon tog OS-silver i lättvikts-dubbelsculler i samband med de olympiska roddtävlingarna 2008 i Peking.